# Мид, Джозеф
Джозеф Мид (1586—1638) — английский богослов, значительный представитель английского милленаризма. Труды Мида оказали влияние на Исаака Ньютона и Джона Мильтона.

## Биография
Основным источником о жизни Джозефа Мида являются два анонимных биографических очерка, включённых в его собрание сочинений 1672 года. Согласно Джону Уортингтону, одного из редакторов этого издания, первая часть биографии «написана кем-то хорошо знавшим его [Мида]», а вторую прислал «доктор того же университете, глубоко обогатившийся ежедневными разговорами с ним в его комнате». Согласно общепринятой точке зрения, Уортингтон сам был автором первой биографии, а вторую написал Джон Элсоп (John Alsop). О Джоне Элсопе известно, что он был учеником и близким другом Мида, которому тот поручил исполнение своего завещания и организацию своих похорон. Джозеф Мид родился в 1586 году в Бердене, Эссекс в «почтенной семье». Его дальним родственником был некий сэр Джон Мид из Уэндон Лофтс (Wendon Lofts), впоследствии оказавший поддержку Джозефу в Кембридже. О детстве Джозефа Мида практически ничего не известно, кроме того, что в возрасте 10 лет он вместе с отцом переболел оспой. Последний так и не оправился от болезни, и после его смерти мать Джозефа повторно вышла замуж. У Джозефа было две сестры, детям которых по его распоряжению Элсоп впоследствии направил некоторые суммы. Начальное образование Мид получил в школах Эссекса. Согласно легенде, именно тогда он приобрёл учебник древнееврейского языка Беллармина и поражал затем учителей своими познаниями. Возможно, в Везерсфилде одним из его учителей был пуританский нонконформист Ричард Роджерс. Непримиримая позиция Роджерса по отношению к официальной церкви Англии могла оказать влияние на последующую карьеру Мида.
В 1602 году Мид поступил в кембриджский Колледж Христа. Этот колледж ранее окончил Роджерс, а затем его пасынок Сэмюэль Уорд и сын Дэниэль Роджерс. Последний был назначен наставником Джозефа. В это время Колледж Христа был оплотом пуританизма, и в нём ещё сохранялось влияние недавно умершего Уильяма Перкинса. Среди преподавателей колледжа были такие видные пуританские богословы, как Уильям Эймс и Томас Бейнбридж. Роджерс-младший был склонен к более радикальному протестантизму, чем бы хотелось Миду. Через три года он вернулся в Везерсфилд, где занял место отца, и вместо него наставником Мида стал более умеренный Уильям Эддисон (William Addison). Когда в 1610 году Эддисон стал младшим проктором и должен был проводить схоластические диспуты, он попросил Мида выступать в них модератором. В том же году Мид получил степень магистра искусств.
Избрание Мида феллоу колледжа состоялось в 1613 году только со второй попытки: первая сорвалась из-за противодействия главы колледжа, Валентайна Кэри, озабоченного слишком сильным влиянием пуритан. В деле избрания Миду оказал поддержку епископ Ланселот Эндрюс. Вскоре после этого Мид был назначен чтецом по греческой литературе. В своей работе он использовал новейшие работы Варфоломея Кеккермана и Иоганна Альстеда. В своей преподавательской деятельности Мид уделял основное внимание пониманию студентами, среди которых были Генри Мор, Томас Гудвин и Джон Мильтон, универсальной христианской истины, благотворительности и сократическому мышлению.
Большую часть своей жизни Мид провёл в колледже Христа, предаваясь учёным занятиям. Благодаря своей высокой репутации он получал привлекательные предложения, от которых неизменно отказывался. Так, архиепископ Джеймс Ашшер дважды приглашал его занять должность пробста в дублинском Тринити-колледже. 1 октября 1638 года Мид умер от болезни в возрасте 52 лет.

## Труды
Согласно собранию сочинений Джозеф Мид был автором следующих произведений:
- 53 короткие проповеди, прочитанные в разные годы в Кембридже;
- Латинский трактат «De Sanctitate Relativa», адресованный Ланселоту Эндрюсу, посвящённый проблеме почитания святых;
- «The Reverence of God’s House»;
- «The Christian Sacrifice»;
- «The Name Θγειαετηριον or Altare anciently given to the Holy Table»;
- «Churches, that is, Appropriate Places for Christian Worship, Both in, and ever since, the Apostles Times»;
- «Clavis Apocalyptica» — главной произведение Мида, первое издание которого вышло в 1627 году. Не являясь полным комментарием к Откровению Иоанна Богослова, оно содержит описание метода толкования. В 1632 году книга была издана уже с полным комментарием, и в таком виде получила широкое распространение в Европе и Северной Америке;
- 98 писем переписки с богословами Британии и Европы;
- Письма, которые еженедельно отправлялись другу Мида, сэру Мартину Стьютвилю (Martin Stuteville) из Далэма[англ.].